# Dark Oracle
Dark Oracle, ou L'Oracle au Québec, est une série télévisée canadienne mélangeant animation et live-action, en 26 épisodes de 23 minutes créée par Jana Sinyor, co-développé par Heather Conkie, et diffusée entre le 2 octobre 2004 et le 1er juin 2006 sur YTV.
Doublée au Québec, elle a été diffusée à partir du 18 septembre 2005 à Télé-Québec.
En 2005, la série a remporté le prix International Emmy de la meilleure série télévisée pour enfants et adolescents.

## Synopsis
La série suit les aventures des jumeaux de 15 ans, Cally et Lance Stone qui découvrent une bande dessinée qui leur donne des indices sur l'avenir de leur vie. Comme ils sont soudainement plongés dans un monde de bande dessinée de danger, de peur et d'incertitude, les jumeaux apprennent que l'Oracle a un agenda caché qui menace leur existence même…

## Fiche technique
- Titre original et français : Dark Oracle
- Titre québécois : L'Oracle
- Création : Jana Sinyor
- Production : Ron Murphy, Jana Sinyor, Christina Jennings, Scott Garvie, Heather Conkie
- Pays d'origine :  Canada
- Langue originale : anglais
- Format : Couleur - 1080i (HDTV) - 16/9
- Genre : Action, Aventure, Fantastique
- Nombre de saisons : 2
- Nombre d'épisodes : 52
- Durée : 23 minutes
- Dates de première diffusion : 2 octobre 2004

## Distribution
La série est incarnée par Paula Brancati et Alex House dans le rôle de Cally et Lance Stone. Jonathan Malen dans le rôle de Dizzy, l'ami d'enfance de longue date de Lance et Cally et Danielle Miller dans le rôle de Sage.
« L'une des choses qui nous a attirés vers Dark Oracle, c'est qu'il applique un concept original, celui d'une bande dessinée prenant vie, rencontrant la vie des lycéens ordinaires. Visuellement, cela aura l'air incroyable, et c'est une arène formidable pour de grandes histoires dramatiques car Lance et Cally doivent trouver comment gérer les prédictions de la bande dessinée », a expliqué Suzanne French, productrice chez Shaftesbury Films.
La deuxième saison a pris une tournure différente de la première saison, avec les personnages de bande dessinée intervenant directement avec les acteurs principaux. Dizzy et Sage ont appris l'existence de la bande dessinée et vont avoir leurs propres expériences avec.
- Paula Brancati (VQ : Geneviève Désilets) : Cally Stone
- Alex House (VQ : Philippe Martin) : Lance Stone
- Jonathan Malen (VQ : Éric Paulhus) : Dizzy Stump
- Barbara Mamabolo (VQ : Pascale Montreuil) : Annie Drew
- Danielle Miller (VQ : Catherine Trudeau) : Sage Lapierre
- Tim Post (VQ : Tristan Harvey) : Pratt
- Nathan Stephenson (VQ : Hugolin Chevrette) : Emmett
- Kristopher Turner (VQ : Benoit Éthier) : Omen
- (VQ : Karine Vanasse) : Violet (voix)[1]

 Source et légende : version québécoise (VQ) sur Doublage.qc.ca

## Personnages

### Lance Stone - Alex House
Lance, le frère jumeau de Cally, préfère les jeux vidéo et les bandes dessinées aux vraies personnes. Contrairement à sa sœur, il est très timide et a tendance à rester seul. Dans la bande dessinée, il est la figure Blaze.

### Cally Stone –Paula Brancati
Cally Stone, sœur jumelle de Lance, jolie et se targue d'être raisonnable. Elle est également la dernière personne à croire en une bande dessinée qui pourrait vous plonger dans de nouveaux mondes. Lorsqu'elle se retrouve entourée par le surnaturel, elle est confrontée à la conviction que tout peut arriver. Dans la bande dessinée, elle est la figure Violet.

### Dizzy - Jonathan Malen
Dizzy est le meilleur ami de Lance et, comme Lance, il partage une passion pour les jeux et la bande dessinée. Il ne fait aucun doute que le lycée pose des défis pour Dizzy, en particulier avec son béguin pour Cally. Mais avec un peu de temps, il est capable de changer son personnage de geek et devenir quelqu'un de moins sympathique... enfin presque. Au bout d'un moment, Lance et Cally décident de lui parler de la bande dessinée.

### Sage LaPierre - Danielle Miller
Sage travaille au magasin de bandes dessinées Gamers Cave et devient la petite amie de Lance. Elle ne remarque pas les événements surnaturels qui l'entourent, bien qu'à un moment donné, elle et Dizzy soient informées par Lance et Cally de la bande dessinée. Elle et Lance se cassent deux fois au cours de la série en raison de l'influence de la bande dessinée. Vern a souvent essayé de la faire sortir de Lance, mais n'y parvient jamais.

### Doyle - Mark Ellis
Doyle est le propriétaire de Gamers Cave Comic Book Store. Il passe beaucoup de temps à l'arrière de son magasin, qui sert également de lieu de rencontre pour le club secret des Nécromanciens. Lance et Cally soupçonnent qu'il est en quelque sorte lié à l'étrange bande dessinée.

### Omen - Kristopher Turner
Omen a été transformé en grenouille par Doyle afin qu'il puisse garder sa magie sous contrôle. Dans le premier épisode de la série, Omen voit Lance et surprend son commentaire sur "comment vous pouvez apprendre beaucoup d'une bande dessinée". Omen utilise ensuite le reste de sa magie pour transformer une bande dessinée précédente en Dark Oracle.
Lorsque Lance a été invité dans le groupe de jeu de Doyle, Omen s'échappe de sa cage, se cachant dans le sac à dos de Cally. Omen est sans le savoir emmené dans la maison des Stone. Cally le nomme Nemo, tirant le nom de la bande dessinée. Il ne retrouve pas sa forme humaine jusqu'à ce que Lance donne à Nemo un baiser (tiré de l'histoire du roi grenouille) et la malédiction d'Omen est levée.
Cally rencontre plus tard Omen à l'école, demandant à emprunter un crayon, et est instantanément frappé. Les deux se lient d'amitié et travaillent ensemble sur un projet scolaire. Tout cela faisait partie du plan d'Omen pour prendre Cally en otage et attirer Doyle dans l'école. Omen est contrecarré une fois que Lance l'embrasse sur la joue, le transformant ainsi en grenouille.
Omen revient dans le dernier épisode, lorsque Cally et Lance lèvent à nouveau sa malédiction, afin de se débarrasser de Violet et Blaze. Il fait une tentative, mais échoue. Il essaie de se venger de Doyle une fois de plus lors d'un bal masqué, mais est confronté aux frères et sœurs Stone. Ils le poursuivent tout au long du bal jusqu'à ce qu'Omen soit seul dans une pièce avec rien d'autre qu'un miroir. Il entend les voix de Blaze et Violet et est attiré dans le miroir. À la fin de la finale de la saison, Violet et Blaze se moquent d'Omen en disant: "Bienvenue à nouveau, Omen".
Mais Omen fait une autre apparition lors de la première de la saison 2. Il est poursuivi par Violet et Blaze dans la bande dessinée. Ils lui demandent comment il est entré dans l'autre monde, prouvant qu'Omen lui-même peut provenir de la bande dessinée. Finalement, Omen conclut un accord avec Violet et Blaze. Vern convoque Omen et le libère des liens de la bande dessinée. Lorsque Vern joue un tour sur Lance, Omen utilise un sort pour faire basculer Lance et Blaze dans le monde réel. Omen décide alors d'aider Cally. Cependant, Blaze révèle qu'Omen a conclu un accord avec lui et Cally quitte Omen.
Après l'échec d'un plan de sauvetage de Lance, Omen révèle ses vrais sentiments à Cally. Doyle, Vern et Omen travaillent sur un sort Power of Three pour invoquer et tuer le maître des marionnettes (l'opposé de Doyle). Une fois Lance libérée, le maître des marionnettes tente d'utiliser un sort d'effacement sur Cally. Omen sacrifie sa propre vie pour Cally et disparaît. On ne sait pas s'il revient à la bande dessinée ou meurt. Il est possible qu'il soit vivant alors que quelqu'un dit «Cally» d'une voix très rauque à travers le miroir après que Cally ait fait ses adieux au miroir. Que ce soit la voix d'Omen ou non est inconnu.

### Annie - Barbara Mamabolo
Annie est la meilleure amie de Cally. Elle et Cally se battent très souvent depuis l'apparition de la bande dessinée. Quand ils se battent, Annie traîne avec Kathleen jusqu'à ce qu'ils se réconcilient. Annie soutiendra Cally dans presque tout. Elle n'a pas encore appris sur la bande dessinée. Elle n'apparaît pas dans la saison 2.

### Vern - David Rendall
Vern est un camarade de classe gothique de Lance et Cally. Ce n'est ni un ami, ni un véritable ennemi. Il traîne toujours avec Simone qui pourrait avoir des sentiments pour lui et essaie d'apprendre les pouvoirs qu'Omen et Doyle possèdent. Parfois, il cause des problèmes aux jumeaux et d'autres fois, il leur vient en aide. Vern a sauvé la vie de Lance quand il a été poussé dans le miroir par Vern qui voulait dire que c'était une farce inoffensive. Le résultat fut l'alter-ego diabolique de Lance prenant le contrôle de l'identité de Lance, mais Vern aida Cally et ses amis à le chasser du corps de Lance.

### Emmett - Nathan Stephenson
Emmett commence à aimer Cally, mais à cause de la bande dessinée (et Omen) leur relation prend fin.

## Épisodes

### Première saison (2004-05)
| №  | Titre français Titre original                             | Réalisation | Scénario                      | Première diffusion |
| -- | --------------------------------------------------------- | ----------- | ----------------------------- | ------------------ |
| 1  | L'Oracle Dark Oracle                                      | Ron Murphy  | Heather Conkie & Jana Sinyor  | 2 octobre 2004     |
| 2  | Mascarade Masquerade                                      | Ron Murphy  | Heather Conkie et Jana Sinyor | 9 octobre 2004     |
| 3  | La Rencontre du quart de Lune Meeting of the Quarter Moon | Ron Murphy  | Heather Conkie et Jana Sinyor | 16 octobre 2004    |
| 4  | Le Dieu du paintball Paintball Wizard                     | Ron Murphy  | Jana Sinyor                   | 23 octobre 2004    |
| 5  | La Reine de la mode Fashion Queen                         | Craig Pryce | Heather Conkie et Jana Sinyor | 6 novembre 2004    |
| 6  | Chasse au trésor Scavengers                               | Ron Murphy  | Tony Elliott                  | 13 novembre 2004   |
| 7  | Trahison Crushed                                          | Craig Pryce | Nicole Demerse                | 20 novembre 2004   |
| 8  | Recrutement Recruitment                                   | Craig Pryce | Heather Conkie                | 27 novembre 2004   |
| 9  | L'Idole Idolized                                          | Craig Pryce | Heather Conkie                | 15 janvier 2005    |
| 10 | La Course contre la montre Ticking Clock                  | Ron Murphy  | Jana Sinyor                   | 29 janvier 2005    |
| 11 | Piégée Trapped                                            | Ron Murphy  | Jana Sinyor                   | 5 février 2005     |
| 12 | Marionette                                                | Ron Murphy  | Heather Conkie                | 12 février 2005    |
| 13 | Retour à la normale Full Circle                           | Ron Murphy  | Heather Conkie et Jana Sinyor | 26 février 2005    |

### Deuxième saison (2006)
| №  | Titre français Titre original                    | Réalisation        | Scénario                      | Première diffusion |
| -- | ------------------------------------------------ | ------------------ | ----------------------------- | ------------------ |
| 1  | La Chaufferie Boiler Room                        | Phil Earnshaw      | Heather Conkie & Jana Sinyor  | 9 mars 2006        |
| 2  | C'est arrivé au bal It Happened at the Dance     | Phil Earnshaw      | Heather Conkie et Jana Sinyor | 16 mars 2006       |
| 3  | À travers un miroir Through a Glass Darkly       | Phil Earnshaw      | Jana Sinyor                   | 23 mars 2006       |
| 4  | Le Jeu = The Game                                | Benjamin Weinstein | R.B. Carney                   | 30 mars 2006       |
| 5  | La Fête House Party                              | Benjamin Weinstein | Skander Halim                 | 6 avril 2006       |
| 6  | Le Tombeur The Stalker                           | Benjamin Weinstein | Jana Sinyor                   | 13 avril 2006      |
| 7  | Le Démon familier The Familiar                   | Paul Fox           | Tony Elliott                  | 20 avril 2006      |
| 8  | Le Week-end de camping Boot Camp                 | Paul Fox           | Nicole Demerse                | 27 avril 2006      |
| 9  | Soirée d'épouvante The Trouble with Baby-Sitting | Paul Fox           | Heather Conkie                | 4 mai 2006         |
| 10 | Les Fantômes du passé Ghosts from the Past       | Paul Fox           | Skander Halim                 | 11 mai 2006        |
| 11 | Une vie interrompue Life Interrupted             | Ron Murphy         | Heather Conkie                | 18 mai 2006        |
| 12 | Guet-apens Trail Blaze                           | Ron Murphy         | Jana Sinyor                   | 25 mai 2006        |
| 13 | Rédemption Redemption                            | Ron Murphy         | Heather Conkie                | 1 juin 2006        |

## Diffusion
- En France, la série a été diffusée sur Planète Choc à partir de 2005.
- Les rediffusions ont commencé à être diffusées sur Fearnet en août 2012, dans leur bloc du week-end "Funhouse".
- En Italie, la série a été diffusée sur DeA Kids et plus tard sur Super!.
- En Europe, la série a été diffusée sur Jetix (hors France et Italie).
- En Jamaïque, la série a été diffusée sur CVM Television.
- À Singapour, la série a été diffusée sur Okto.

## Produits dérivés
Mill Creek Entertainment a publié la série complète en DVD (région 1) le 17 août 2010.